# Сісуркіль
Сісуркіль (баск. Zizurkil (офіційна назва), ісп. Cizúrquil) — муніципалітет в Іспанії, у складі автономної спільноти Країна Басків, у провінції Гіпускоа. Населення — 2797 осіб (2009).
Муніципалітет розташований на відстані близько 340 км на північний схід від Мадрида, 15 км на південний захід від Сан-Себастьяна.
На території муніципалітету розташовані такі населені пункти: (дані про населення за 2009 рік)
- Сісуркіль: 385 осіб
- Ельбаррена: 2412 осіб

## Демографія
Динаміка населення (INE ):

## Галерея зображень

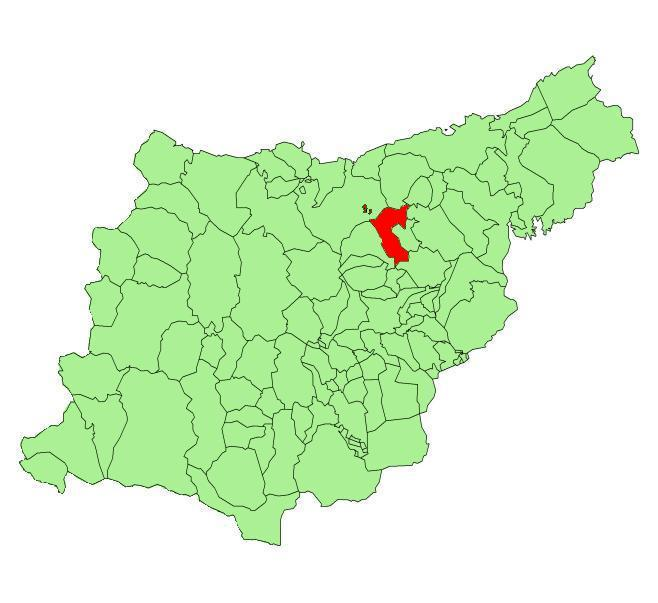
Розташування муніципалітету